# Christopher Logue
Christopher Logue (1926-2011) va ser un poeta, narrador, guionista, dramaturg, memorialista, traductor i actor britànic.
Era un artista polifacètic que també va combinar jazz i poesies, escriure i dirigir obres, que va actuar amb Ken Loach i que als anys 1960 va escriure novel·les porno per guanyar-se la vida. Durant el seu servei militar a Palestina va fer un negoci il·legal de vals i el 1945 un tribunal militar va condemnar-lo a una pena de presó de setze mesos. Era un pacifista militant, del grup Committee of 100 contra l'armament nuclear, de Bertrand Russell. Ja el 1958 va participar en una de les primeres manifestacions contra la bomba nuclear britànica. Després d'una manifestació a Parliament Square el 1961 va ser condemnat a un mes de presó. Durant el judici, va dir al jutge: «M'he manifestat per a salvar la vostra vida, però, en escoltar el que acabeu de dir, concloc que aquest fi no justifica els mitjans».
Va ser famós per les seves poesies polítiques i per la seva interpretació moderna de la Ilíada amb el títol War Music, de la qual el primer volum (de cinc) va parèixer el 1981.
Va morir a la seva ciutat natal el 12 de desembre de 2011. No hi ha cap edició en català de la seva obra. Aquest extracte il·lustra el seu estil:
| « | Aeroport de Londres Ahir al vespre a l'Aeroport de Londres he vist un cubell de fusta amb un cartell «POSEU AQUÍ LA VOSTRA LITERATURA NO DESITJADA». Doncs he escrit un poema i l'hi he llançat. | » |

## Obres destacades

### Llibres
- War Music, 5 volums, de 1981 a 2005, nova interpretació de la Ilíada,[7][8] una «impactant i molt recomanable paràfrasi de la Ilíada,[9] una «autèntica obra mestra de la poesia anglosaxona moderna».[1]
- Prince Charming: A Memoir (El príncep blau) (1999), autobiografia
- Cold Calls
- Abecedary

### Discs
- Selected Poems tom 1 i 2, Audiologue, 2012

### Interpretacions
- El cantautor Donovan va compondre la música per al poema Be not to hard, que Joan Baez va interpretar al seu àlbum Joan (1967) i que va ser utilitzat a la pel·lícula Poor Cow de Ken Loach.

## Reconeixement
- Comandant del Molt Excel·lent Orde de l'Imperi Britànic (CBE) de l'Orde de l'Imperi Britànic (2007)[1]
- Premi Whitbread 2005 de poesia per a Cold Calls[5]